# Cerro Nélida
Der Cerro Nélida (spanisch) ist ein isolierter Hügel im Norden des Grahamlands auf der Antarktischen Halbinsel. Auf der Trinity-Halbinsel ragt er nordwestlich der Hope Bay auf.
Argentinische Wissenschaftler benannten ihn. Der weitere Benennungshintergrund ist nicht überliefert.